# Fred Wesley & the Horny Horns
Fred Wesley & the Horny Horns waren ein Bläser-Team aus Posaunist Fred Wesley, Saxophonist Maceo Parker sowie den Trompetern Rick Gardner und Richard Griffith.

## Bandgeschichte
Wesley und Parker hatten seit den 1960er Jahren mit James Brown zusammengearbeitet. In den 1970er Jahren spielten sie zunächst als die Horny Horns für Parliament/Funkadelic und Bootsy’s  Rubber Band. George S. Clinton produzierte 1977 das erste Album der Gruppe, A Blow for Me, A Toot for You, welches bei Atlantic Records erschien. Das zweite Album, Say Blow by Blow Backwards, produzierte Wesley 1979 zusammen mit Clinton und Collins. Beide Alben waren kommerziell jedoch nicht besonders erfolgreich. 1995 erschien dann nachträglich eine Zusammenstellung bisher unveröffentlichter Tracks namens The Final Blow.

## Diskografie
- 1977: A Blow for Me, A Toot for You
- 1979: Say Blow by Blow Backwards
- 1995: The Final Blow